# Долбино (Белгородская область)
Долбино — село  Весёлолопанского сельского поселения Белгородского района Белгородской области России.

## География
Расположено на 713 километре железнодорожной линии Харьков — Белгород, в 3 километрах к юго-западу от автомобильной трассы М-2 «Крым» (поселка Майский).
На территории села расположено три пруда. Официальное название у них отсутствует, но есть народные: пруд на улице Кооперативная называется Новенькая (ТОС Долбино), пруд на улице Школьная носит название Фенька («Фенькин пруд»), пруд на улице Садовой местные жители именуют Хохлушка.

## Население
| 2002 | 2010 |
| ---- | ---- |
| 485  | ↗516 |

## История
Дата основания села Долбино неизвестна. Считается, что поселение возникло относительно поздно из-за близости к Муравскому шляху и опасности нападений гайдамаков и татар. В селе сохранились остаточные воспоминания об их набегах (при этом даже значение слова «гайдамак» забыто).

### XVIII-XIX век
Долбино регулярно упоминается в архивных источниках, начиная с середины XVIII века. Первоначально на месте нынешнего села Долбино возникла деревня Высокая (упоминание 1721), первопоселенцами которой были служилые люди Белгородской черты, получившие землю за службу и ставшие однодворцами: местные жители до сих пор говорят — "в Долбино общество барское и вольное".
По данным Переписи 1748 года, деревня Долбина — владельческое поместье, принадлежащее  белгородскому дворянину — подполковнику Даниле Васильевичу Выродову. Но впоследствии, из-за земельно-территориального спора, спровоцированного церковью конфликта между помещиками Выродовыми и белгородскими священнослужителями, Выродовы вынуждены были уступить своё долбинское имение  — новым её владельцем стал дворянин Андрей Филиппович Борщов, переведённый по службе в 1758 г. из Ярославля в Белгород.
Административно входило в состав Белгородского уезда Курской губернии.

#### Раздел земли в Долбине между Церковью и Борщовыми
Несмотря на то, что Борщовы тоже испытали давление со стороны церкви, которой принадлежали все земли от устья до истока Гостёнки кроме Долбинской балки, столбовые дворяне Борщовы, обладавшие гораздо большим влиянием в обществе, выдержали натиск. К тому же при Екатерине II была проведена секуляризация, и управление церковными вотчинами было передано гражданским чиновникам экономической коллегии. Как результат, Борщовы «полюбовно договорились с чиновником Верёвкиным» и увеличили свои владения за счёт земли, ранее принадлежавшей церкви с. Крутого Лога, и части леса на южном склоне балки Угрим. В довершение своего успешного приобретения Борщовы выкопали внушительную разделительную канаву между д. Угрим и с. Долбино, которая сохранилась до наших дней и известна под названием «канава Борщова».

#### Борщовы захватывают земли однодворцев села Долбино
После решения споров с архиерейской вотчиной Угрим в свою пользу Борщовы начали захват земельных наделов долбинских однодворцев. С одной стороны, они посылали своих людей в «набеги» на однодворческие земли, с другой, изводили однодворцев судебными исками. Судебная тяжба требовала денег, а земельные права однодворцев не имели юридически оформленных документов на право обладание землёй и основывались лишь на показаниях своих соседей. В результате Борщовы захватили многие из однодворческих участков, а однодворцы в суде были вынуждены заявить: «Воистину веруем, что дело наше правое», но продолжать судебную тяжбу были не состоянии из-за отсутствия денежных средств. Участки, которые удалось сохранить, однодворцы также оградили канавами: так, сохранившаяся до наших дней «канава Кокорева» до сих пор является частью ландшафта села Долбино.

#### Статистические сведения 1862 года
По сведениям 1862 года, опубликованным Центральным статистическим комитетом Министерства внутренних дел, значится: «Курская губерния. Уезд – Белгородский. Стан – II. — Долбино, село казённое и владельческое; при пруде; по правую сторону от Курско-Харьковского тракта, от  Белгорода к  Харькову; расстояние в верстах — от уездного центра 15, от становой квартиры — 5; число дворов 85;  число жителей: муж. пола — 409 чел., жен. пола — 394 чел. Церковь православная — 1».
Церковь во имя Покрова Пресвятой Богородицы (каменная), построена в 1812 году на средства помещика Михаила Борщова; в приходе церкви жители трёх близлежащих хутора: Угрим, Алмазный, Новая деревня, 1350 прихожан, 2 земских школы.

#### Строительство железной дороги. 1869 год
Железнодорожная линия Белгород-Харьков от Белгорода была построена вдоль русла Гостянки до устья Крутого Лога и далее по логу через балку села Долбино. Склон Крутого Лога был эскарпирован и укреплён. Сквозь холмы, окружающие балку, пробиты два прохода. Их соединили высокой «циклопической» насыпью, которая разрубила село и балку на две части.
Станция, построенная вблизи соседнего с Долбиным селом Весёлая Лопань получила наименование «Долбино». Позднее станционная платформа была построена и в селе Долбино, но получила наименование «Головино» по одноимённому селу Головино. Географическая путаница в названиях сохраняется до сих пор, и по сию пору служит источником недоразумений.

#### Название частей Долбино
После строительства железнодорожной линии сформировалась новая топонимическая система названий в селе. Улица в Крутом логу вдоль линии получила название Кутяни. Часть села, отрезанная насыпью железной дороги, — Зачугунка. Часть села, располагающаяся напротив Зачугунки, то есть за линией — в балке, именуется Вольное. Здесь жили однодворцы. Две улицы на центральном останце называются Голопузовка и Пояливка. Верх балки напротив линии с большой ендовой — так называемая «поповская земля», здесь стояла церковь и были наделы священников. Склон балки над Крутым Логом напротив линии — «барский сад», вплоть до 1990-х годов здесь действительно сохранялись остатки сада. В Вольном много кутков — это бывшие четверти однодворцев.

#### Застройка Долбино
В Долбино сохранились дома рубежа XIX—XX веков разного достатка. От просторных пятистенков с кирпичными стенами железными крышами и высокими потолками до простых мазанок. На матицах одного из домов вырублены кресты и дата строительства дома − 1907 год. Однако всё это — типичные южнорусские постройки. Постройки, характерные для однодворцев, с какими-либо военными функциями отсутствуют.
Главная особенность планировки дворов — погреб часто вынесен за пределы двора. Вход в погреб расположен напротив ворот.
Планировка домов — русского юго-западного типа с печью в левом дальнем углу. Печь — характерный для курско-белгородского региона комплекс из упрощённой русской печи и грубки. Таким образом, жилые дома Долбино в целом не отличны от построек региона.

#### Постройки Борщовых
«Красная школа» — так называлась школа в селе Долбино, построенная на средства помещиков Борщовых в 1898 году. Согласно источникам, эта школа, называвшаяся «школой имени Воина Адриановича Борщова», была в числе лучших школ Белгородского уезда. Вплоть до недавнего времени школа осуществляла образовательную деятельность в качестве начальной школы. Ныне в здании расположен Долбинский сельский клуб. В 2019 году появились сообщения о сносе "Красной школы", но здание не было тронуто.
Долбинский сельский кабак, также построенный на средства Борщовых, признанный «образцовым кабаком», считался одним из лучших кабаков в уезде и губернии.
Усадебный долбинский дом (барский дом) — это двухэтажный дом с колоннадой, при усадьбе сад с каменной оградой, аллеями и фонтаном. В 1812 году Борщовы построили большую сельскую церковь во имя Покрова Пресвятой Богородицы. Склон балки под церковью имеет форму "циркообразной формы ендовы", которая была засажена вишнёвым садом.
Храм Покрова Святой Богородицы был построен в Долбино в 1812 году также на средства помещика Борщова. Каменный храм был возведён  на левом уступе главного (центрального) холма, господствующего над местностью. Долбинские старожилы сохранили легенду: "От входа в храм был виден Белгород, а с его колокольни – Харьков". В приходе Покровской церкви значились хутора Угрим и Алмазный, а также деревня Новая (всего около 1350 прихожан).
При проведении антирелигиозной политики советской властью, в 1930-е годы церковь была закрыта. В дальнейшем храм использовался под хозяйственные нужды, а в годы войны разрушен в результате артиллерийских обстрелов. Ныне – учтён в числе  утраченных храмов Белгородского района. Единственный фотоснимок, возможно запечатлевший вид с руинами храма на фоне горящего села при наступлении Красной армии в 1943 году, представлен на сайте «Живой журнал».

### XX-XXI век
В начале XX века село Долбино имело впечатляющий вид: мощная насыпь железной дороги, основательные дома однодворцев, живописные малороссийские хатки, на склонах балки дворянская усадьба и церковь. По прошествии ста лет почти ничего из того, что было, не осталось.
За период XX века был построен только небольшой павильон железнодорожной станции — бетонная коробка в архитектурном стиле, традиционном для 70-х годов прошлого века (ныне не функционирует).

#### В годы Великой Отечественной войны
Долбинские высоты господствуют над округой на десятки километров, а у их склонов сходятся две из трех дорог между Белгородом и Харьковом. Столь выгодное расположение было приговором для Долбино. Харьков и Белгород дважды переходили из рук в руки. Захват Долбинских высот над трассой Крым и железной дорогой как цель был у обеих противоборствующих сторон на уровне рефлекса. Обороняющаяся сторона же использовала не только высоты, но и обратные склоны балки и её отвершков для сосредоточения.  Сломить сопротивление противника в районе Долбино предполагалось массированным артиллерийским ударом с использованием реактивных миномётов тяжёлой артиллерии и налётом штурмовиков. К счастью, пошёл сильный дождь, немцы воспользовались плохой погодой и отошли.
Старожилы села запомнили фразу одного из солдат Красной Армии, который сказал: "Вам, долбинцам, сильно повезло. Дождь пошёл тогда, когда снаряды уже были в стволах. Балку предполагалось выбомбить начисто. От вашего села ничего бы не осталось…".
В память о Великой Отечественной войне в центре села установлен монумент «Советский солдат-освободитель»,  в мемориальный комплекс входит Братская могила с захоронением 50 погибших в бою против с фашистскими захватчиками при освобождении села . В 2020 году монумент был реконструирован, к нему также была проложена дорожка из плитки.

#### Современность
В 2000-х годах в Долбино была проложена асфальтовая дорога.
В 2015 году был проведен и запущен централизованный водопровод.
В селе функционируют два продуктовых магазина, сельский клуб, фельдшерско-акушерский пункт.

## Люди, связанные с селом
- Николай Яковлевич Кривонос (1896 — 1962) — военнослужащий РККА, участник Великой Отечественной войны, Герой Советского Союза (1943). В селе есть улица, названная в его честь. Также недалеко от бывшего здания школы установлен памятный информационный стенд с его краткой биографией.
- Борщов, Адриан Воинович
- Борщов, Михаил Андреевич
- Анна Тейлс   - жена первого директора народных училищ Курского наместничества коллежского советника Тейльса. дочь Борщова Филиппа Андреевича. С неё начинается покровительство Борщовых Белгородского образования.
- Борщов, Андрей Филлипович - основатель династии долбинских Борщовых.
- Борщов,  Воин Адрианович -  долбинский помещик, деятель земского движения. https://beluezd.ru/borschov-warrior-adrianovich.html
- Борщов, Адриан Михайлович - генерал-лейтенант.

## Транспорт
- Село связано с Белгородом транспортным сообщением: маршрут 102г (Стадион - Долбино).[14]
- На территории села находится железнодорожная станция "Головино", до которой можно доехать с Белгородского вокзала.

Источники.
http://old-kursk.ru/avtor/slovohotov.html
статьи с 52 по 63